# 若杉嘉津子
若杉 嘉津子（わかすぎ かつこ、1926年3月23日 - 没年不明）は、日本の女優である。本名勝田 英津子（かつた えつこ）。女優時代の初期には、若杉 須美子（わかすぎ すみこ）、若杉 紀英子（わかすぎ きえこ）の芸名を使っていた。

## 経歴
1926年（大正15年）3月23日、山形県南陽市に生まれる。誕生の日に母を亡くし、1928年（昭和3年）、2歳で東京市大塚（現在の東京都豊島区大塚）の勝田家に養子に出された。幼時の記憶をなくしていたために長らく勝田家の実子と思い込んでいたが、女学校時代に戸籍謄本を偶然目にして養子であることが判明する。出生時の真実については、2000年（平成12年）のインタビューで初めて明らかにしたため、それ以前に出版されたキネマ旬報社・刊『日本映画人名事典』（1995年）の若杉嘉津子の項目などでは「1928年東京市出身」となっている。
洗足高等女学校（のちの洗足学園第一高等学校）を卒業した。1943年（昭和18年）、三菱銀行（現・三菱UFJ銀行）に入社し築地支店に勤務。1944年（昭和19年）には職場挺身隊員として三菱系列の三菱重工大井町工場に出向し、1945年（昭和20年）に終戦を迎えた。同年9月、雪印乳業に入社する。同社の職場演劇に2回出演したことで演技に興味を持つようになり、1947年（昭和22年）、大映（現・角川映画）の第3期ニューフェース募集に応募して合格した。同期に根上淳がいる。同年、大映演技研究所への入所に際して雪印乳業を退職した。
1948年（昭和23年）、若杉須美子の芸名で春原政久監督『親馬鹿大将』の端役として映画デビュー。同年の田口哲監督『夜のプラットホーム』では、出演が取りやめになった大女優（氏名不詳）の代役として戦争未亡人の大役を演じている。大映の永田雅一社長に女優としての将来性を認められており、デビュー以来次々と映画に出演する機会に恵まれ、1951年（昭和26年）には同社専属の船越英二とともに俳優座に演技実習生として送り込まれている。しかし、1952年（昭和27年）、「女優として大成したければ結婚はするな」という永田の命令を破って、共同通信の記者（氏名不詳。結婚直後に報知新聞社に転職）と結婚したために、翌1953年（昭和28年）に大映を退社した。同年、結婚の媒酌人をつとめたプロデューサー・児井英生のすすめで新東宝に移籍。内川清一郎監督作品『半処女』（1953年）から1961年（昭和36年）に新東宝が倒産するまで、同社の看板作品である、時代劇、毒婦もの、怪談映画に出演した。
新東宝倒産後は、フジテレビのテレビドラマ『夜の扉』（1963年）にレギュラー出演し、大映で土居通芳監督作品『嫉妬』（1962年）、国映で若松孝二監督作品『激しい女たち』（1963年）に出演している。『激しい女たち』のポスターに自身のヌードが使われたことやNETのテレビドラマ『特別機動捜査隊』で悪役を演じた際に一人娘を泣かせてしまったことなどから、女優としての将来に不安を覚え、1964年（昭和39年）に女優を引退した。夫とは新東宝時代の1957年（昭和32年）にすでに離婚しており、引退後は一人娘を育てるために職を転々とし、呉服店の販売員として1987年（昭和62年）に定年を迎えた。
長く映画界から遠ざかっていたが、2000年（平成12年）に円尾敏郎・編によるインタビュー本『妖艶 幻想 怪奇 慈愛 若杉嘉津子』が出版されて、再びクローズアップされた。また、心の師と仰ぐ中川信夫を偲ぶ酒豆忌にはたびたび参加している。中川信夫生誕100周年を記念して2005年（平成17年）に東京フィルメックスで開催された特集上映『中川信夫 地獄のアルチザン』において、出演作『人形佐七捕物帖 妖艶六死美人』上映後にトークショーのゲストとして出演、中川監督によって作られた自身の代表作『東海道四谷怪談』（1959年）や『毒婦高橋お伝』（1958年）の回想も交えたトークを行っている。
その後、公の場に出ることは稀となっていたが、2019年9月の酒豆忌の際に渋谷シネマヴェーラで行われた北沢典子と矢代京子のトークショーの中で「惜しくも若杉さんも亡くなられて」という趣旨の発言があったことにより、没年は不明ながら、比較的近年に死去していたことが判明した。

## 主な出演
※『若杉嘉津子主要出演映画作品リスト』参照。

※日本映画データベース参照。

※キネマ旬報映画データベース参照。

※テレビドラマデータベース参照。

### 映画
1948年
- 『親馬鹿大将』 : 大映、春原政久監督 - 娘の友達
- 『時の貞操 前後篇』 : 大映、吉村廉監督 - 女工
- 『夜のプラットホーム』 : 大映、田口哲監督 - 京子
- 『その夜の冒険』 : 大映、安田公義監督 - 梶夏江
- 『情熱の人魚』 : 大映、田口哲監督 - しげ子

1949年
- 『面影三四郎』 : 大映、久松静児監督 - 小坂登美
- 『虹男』 : 大映、牛原虚彦監督 - 小幡由利枝
- 『大都会の丑満時』 : 大映、西村元男監督 - 井上信江
- 『涙の港』 : 大映、春原政久監督 - 岐代子

1950年
- 『笑う地球に朝が来る』 : 大映、水野洽監督 - 踊子・高山ユミ
- 『私は狙われている』 : 大映、森一生監督 - デパートの店員・水原洋子
- 『浅草の肌』 : 大映、木村恵吾監督 - 藤原虹子
- 『海賊島』 : 大映、安田公義監督
- 『ごろつき船』 : 大映、森一生監督 - いと

1951年
- 『暴夜物語』 : 大映、小石栄一監督 - 光子

1952年
- 『浅草紅団』 : 大映、久松静児監督 - アケミ
- 『生き残った弁天様』 : 大映、久松静児監督 - 踊子・花枝
- 『娘初恋ヤットン節』 : 大映、佐伯幸三監督 - 千代子
- 『死の街を脱れて』 : 大映、小石栄一監督 - 東英子
- 『明日は日曜日』 : 大映、佐伯幸三監督 - 信子

1953年
- 『怒れ三平』 : 大映、久松静児監督 - 文代
- 『歌う女剣劇』 : 大映、西村元男監督 - 女剣劇座員
- 『半処女』 : 新東宝、内川清一郎監督 - リリーの友達
- 『若さま侍捕物帖 江戸姿一番手柄』 : 新東宝、青柳信雄監督 - 小ひな

1954年
- 『鼠小僧色ざんげ 月夜桜』 : 新東宝、冬島泰三監督 - 田原孫兵衛の女・お浜
- 『狂宴』 : 新東宝、関川秀雄監督
- 『潜水艦ろ号未だ浮上せず』 : 新東宝、野村浩将監督 - 立花看護長の恋人・芸者うめ
- 『娘ごころは恥づかしうれし』 : 新東宝、小森白監督 - 玲子

1955年
- 『明治一代女』 : 新東宝、伊藤大輔監督 - 柳橋芸者・八重
- 『春色大盗伝』 : 新東宝、冬島泰三監督 - 女将・お歌
- 『清水の三ン下奴』 : 新東宝、冬島泰三監督 - 清水次郎長の妻・お蝶
- 『森繁のデマカセ紳士』 : 新東宝、渡辺邦男監督
- 『明月佐太郎笠』 : 新東宝、冬島泰三監督 - 赤間大作の女・おしん
- 『風流交番日記』 : 新東宝、松林宗恵監督 - まりこ
- 『青ヶ島の子供たち 女教師の記録』 : 新東宝、中川信夫監督 - 東先生

1956年
- 『何故彼女等はそうなったか』 : 新東宝、清水博志監督 - 赤線の女
- 『坊ちゃんの逆襲』 : 新東宝、近江俊郎監督 - 情婦マスミ
- 『人形佐七捕物帖 妖艶六死美人』 : 新東宝、中川信夫監督 - 桜田春太夫
- 『妖雲里見快挙伝』 : 新東宝、渡辺邦男監督 - 若狭

1957年
- 『妖雲里見快挙伝 後篇』 : 新東宝、渡辺邦男監督 - 若狭
- 『若君漫遊記 伏見稲荷の大仇討』 - 新東宝、加戸野五郎監督 - お蘭の方
- 『リングの王者 栄光の世界』 - 新東宝、石井輝男監督 - キャバレーのマダム・ルリ子
- 『毒婦夜嵐お絹と天人お玉』 - 新東宝、並木鏡太郎監督 - 夜嵐お絹
- 『怪談かさねが渕』 - 新東宝、中川信夫監督 - 豊志賀（お累）
- 『憲兵とバラバラ死美人』 - 新東宝、並木鏡太郎監督 - 加島喜代子
- 『天下の鬼夜叉姫』 - 新東宝、毛利正樹監督 - 戸山綱
- 『妖蛇荘の魔王』 - 新東宝、曲谷守平監督 - 教祖・阿久利
- 『新妻の実力行使』 - 新東宝、近江俊郎監督 - キャバレーのマダム・種子
- 『ひばりの三役 競艶雪之丞変化』 - 新東宝、渡辺邦男監督 - お忍

1958年
- 『毒婦高橋お伝』 - 新東宝、中川信夫監督 - 高橋お伝
- 『朱桜判官』 - 新東宝、加戸野五郎監督 - 君奴
- 『人形佐七捕物帖 浮世風呂の死美人』 - 新東宝、毛利正樹監督 - お国の方
- 『怪談乳房榎』 - 新東宝、加戸野五郎監督 - 菱川させ
- 『毒蛇のお蘭』 - 新東宝、加戸野五郎監督 - お信

1959年
- 『大東亜戦争と国際裁判』 - 新東宝、小森白監督 - 近衛文麿夫人
- 『裸女と殺人迷路』 - 新東宝、小野田嘉幹監督 - 寿美子
- 『隠密変化』 - 新東宝、加戸野五郎監督 - お秀
- 『日本ロマンス旅行』 - 新東宝、近江俊郎ほか監督 - 姉竹子
- 『東海道四谷怪談』 : 新東宝、中川信夫監督 - お岩
- 『復讐緋文字峠 前後篇』 : 新東宝、山田達雄監督 - 小信（お高の方）

1960年
- 『偽りの情事』 : 新東宝、小野田嘉幹監督 - 松原加代
- 『競艶お役者変化』 : 新東宝、加戸野五郎監督 - 美雪
- 『思春の波紋』 : 新東宝、藤原杉雄監督 - 巡回診察船の女医・浅野妙子
- 『女死刑囚の脱獄』 : 新東宝、中川信夫監督 - 女囚・君江
- 『黄線地帯 イエローライン』 : 新東宝、石井輝男監督 - 安宿のマダム
- 『肉体の野獣』 : 新東宝、土屋啓之助監督 - 早苗
- 『黒い乳房』 : 新東宝、土居通芳監督 - 純子
- 『怪談海女幽霊』 : 新東宝、加戸野五郎監督 - 里村勇作の妻・照代
- 『激闘の地平線』 : 新東宝、小森白監督 - 八重

1961年
- 『恋愛ズバリ講座』 : 新東宝、三輪彰、石川義寛、石井輝男共同監督 - 芸者
- 『恋しぐれ 秩父の夜祭り』 : 新東宝、山田達雄監督 - おかよ
- 『東京の夜は泣いている』 : 新東宝、曲谷守平監督 - 料亭竹むらの女将・みすず
- 『湯の町姉妹』 : 新東宝、山田達雄監督 - 温泉旅館伊香保女中・和子

1962年
- 『嫉妬』 : 大映、土居通芳監督 - 葉子

1963年
- 『激しい女たち』 : 国映、若松孝二監督 - 葉子

### バラエティー番組
- スター千一夜（フジテレビ）